# Храм Всех Святых (Максатиха)
Церковь Всех Святых — Русская православная церковь, Тверская область, Максатихинский район, Максатиха, Бежецкая епархия, Максатихинское благочиние.

## История
Храм был основан Львом Мельницким и его женой Верой в благодарность Богу за победу в войне 1812 года. Строительство храма было завершено в 1827 году, в нём было три престола: Рождества Христова (главный, в г. холодная часть), Дмитрия Ростовский (справа, теплый), священномученик Василий (слева, теплый).
В начале XX века заметных изменений в лучшую сторону не произошло, храм по-прежнему был плохо обеспечен землей и скотом. В 1900 году его доход составлял 400 рублей — самый низкий по уезду. В 1915 году он увеличился вдвое, до 800 рублей, но все ещё был небольшим по сравнению с другими церквями. Основной причиной такой ситуации была небольшая численность Максатихинской волости: 1858 г. — 887 человек, 1887 г. — 1315, 1900—1392, 1915 г. — 1489 человек. Из-за небольшого количества паствы притчи она состояла всего из двух человек: священника и псаломщика.
В 1896 г. при Христорождественской церкви в Максатихе открылась церковно-приходская школа, она размещалась в церковном доме и в 1900 г. в ней насчитывалось 110 учеников. Преподавали в школе два учителя: Павел Павский и Михаил Богородский. Священник Александр Павский проповедовал Закон Божий в 1905—1906 годах. в школе училось 133 ученика (74 мальчика и 42 девочки). После перехода округа на всеобщее начальное образование количество детей в Максатихинской школе увеличилось.
12 января 1896 г. была открыта библиотека в Максатихинском приходском училище, первом в Бежецком уезде. Ею руководили священники Александр и Павел Павские. Библиотека обслуживала жителей окрестных деревень в радиусе 5 верст.
После революции Храм Всех Святых был закрыт. В 50-е гг. была предпринята попытка разрушить храм. Колокольня не сохранилась до наших дней.
С годами количество прихожан увеличивалось. 5 октября 2008 года открылась детская воскресная школа, где по воскресеньям проходят занятия по: Закону Божьему, благотворительности, религиозному пению, рисованию. Занятия ведут настоятель и учителя начальных классов.

## Духовенство
- Настоятель храма — Протоиерей Виталий Мартынюк
- Священник Алексей Семёнов[4]